# Georges Ditzler
Georges Ditzler (15 novembre 1897 – 22 ottobre 1974) è stato un calciatore belga, di ruolo difensore.

## Carriera

### Club
Ha sempre giocato nel campionato belga.

### Nazionale
Ha rappresentato la propria Nazionale alle Olimpiadi di Amsterdam 1928.